# نادي البدائع
نادي البدائع هو نادي رياضي سعودي يقع في محافظة البدائع في منطقة القصيم، وقد تأسس سنة 1965، وكان يسمى في السابق «نادي الرمة».
تأسس نادي البدائع عام 1385ه باسم نادي الرمة وتغير اسمه فيما بعد إلى نادي البدائع نسبة إلى مدينة البدائع وصدرت الموافقة الرسمية على إشهاره في عام 1435هـ وتنقل النادي في عدد من المباني المستأجرة حتى عام 1405ه ويقع النادي حاليا في قلب محافظة البدائع بحي المنار ويشتمل على منشآت مميزة أقيمت بجهود ذاتية من أهالي وأعيان البدائع وأعضاء شرف النادي ومحبيه بتكلفة تجاوزت مليوني ريال حيث توجد المباني الإدارية والملاعب المكشوفة والصالات المغلقة وأجهزة التدريب المتطورة في النادي بالإضافة للسكن المعد لمدربي النادي والعاملين فيه كما يحتوي على ناد صحي وغرفة علاج طبيعي متكاملة؛ وشعار ألوان النادي هي الأزرق الداكن والأحمر والسماوي؛ وتزاول في النادي مختلف الألعاب الجماعية والفردية ككرة القدم والكرة الطائرة وكرة اليد وكرة المضرب والجمباز وتنس الطاولة وألعاب القوى والدراجات والسباحة في جميع الدرجات ويتجاوز عدد لاعبيه المسجلين خمسمائة لاعب، كما أن النادي له مشاركات ملموسة في الأنشطة الثقافية والاجتماعية على مستوى المحافظة والمنطقة والمملكة على وجه العموم وحقق فيها نتائج رائعة ومتقدمة وحصد في تلك المشاركات العديد من الجوائز والشهادات التقديرية، أما بالنسبة للأنشطة الرياضية فقد حصل النادي على مراكز متقدمة على مستوى منطقة القصيم وتشارك ألعاب الجمباز وكرة المضرب وألعاب القوى في تصفيات أندية المملكة وقدم النادي عدداً من اللاعبين لمنتخب القصيم كما أن المدرب الوطني له نصيب من اهتمامات مجلس الإدارة واستعانت الإدارة بعدد من لاعبي النادي السابقين لتولي مسؤولية بعض الألعاب، وقدم النادي عدداً من اللاعبين البارزين في مختلف الألعاب وتمت الاستفادة كثيرا من انتقالهم منهم يوسف الجسار ومحمد الدهامي ومشعان المطيري الذين انتقلوا للنجمة وإبراهيم المقبل الذي انتقل للجبلين ومساعد الحربي الذي انتقل للعربي وعبد الله العريني الذي انتقل لتنس الهلال وصالح السلطان الذي انتقل ليد الشباب وما تزال الجهود مبذولة وقائمة بالاهتمام بالقاعدة التي تعتبر الأساس من أجل مستقبل أفضل للنادي، وأكبر دليل تحقيق بطولة القصيم لدرجة الشباب.

## رؤساء النادى
ترأس محمد عبد الرحمن العبدي أول مجلس إدارة رسمي للنادي عقب تسجيله رسميا وتعاقب بعده عدد من الرؤساء الذين قدموا لناديهم الشيء الكثير على النحو التالي:
- سليمان رشيد الصالحي.
- عبد الكريم إبراهيم المقبل.
- عبد الله صالح الزغيبي.
- صالح ناصر العماش.
- عبد الله علي المنيع.
- محمد علي الجلعود.
- محمد إبراهيم المرشد.
- سنيد عبد الله السنيد.
- عبد الله علي المنيع. - للمرة الثانية -
- محمد إبراهيم المرشد - للمرة الثانية-
- محمد صالح الجلعود.
- محمد إبراهيم القبيسي.
- عبد الرحمن ناصر النويصر.

## إنجازات النادي
حقق نادي البدائع طوال مسيرته التي تجاوزت خمسة وأربعين عاما عدد من الإنجازات والبطولات وهو منافس دائم على مستوى مكتب الرس وكذلك منطقة القصيم، وأهم إنجازات النادي.
- بطولة القصيم لكرة القدم عام 1402هـ
- بطولة القصيم لدرجة الشباب عام 1428 هـ
- كأس ولي العهد لأندية القصيم 1416هـ - 1425هـ
- بطولة القصيم في كرة اليد عام 1401-1402-1403-1420هـ
- حقق نادي البدائع بطولة القصيم للكرة الطائرة في درجة الناشئين 1405هـ
- بطولة القصيم للناشئين في كرة السلة عام 1408هـ
- بطولة القصيم لتنس الطاولة عام 1414هـ
- احتكر نادي البدائع بطولة القصيم وحائل للجمباز من عام 1414حتى عام 1417هـ.
- بطولات الدراجات بمنطقة القصيم 1409 حتى عام 1412هـ.

وللنادي مشاركات اجتماعية وثقافية فاعلة على مستوى المحافظة ومستوى المنطقة.
الصعود إلى دوري أندية الدرجة الثانية
بتاريخ 27-5-1431هـ صعد فريق الرمة رسميا إلى مصاف أندية الدرجة الثانية لأول مرة في تاريخه بعد أن كان قد حقق المركز الرابع في دورة الصعود التي أقيمت في الإحساء.

## الألعاب[2]
- كرة الطائرة
- كرة القدم
- الدراجات
- الجمباز
- المبارزة
- كرة الطاولة
- الكارتيه
- التنس
- السباحة
- الريشة الطائرة